# إسلام عبد أللاييف
إسلام عبدول أغلو عبد أللاييف (بالأذرية: Islam Abdullayev ) - هو مطرب أذربيجاني، أحد من الممثلين البارزين لمدرسة مقام قراباغ، تكريم الفنان في جمهورية أذربيجان الاشتراكية السوفيتية (1949).

## حياته
ولد إسلام عبد أللاييف في 1876 بمدينة شوشا. درس مقام في البداية من عالم موسيقى ومطرب مير موحسون نواب، مطرب حاجي حوسي وأخرون.
بدأ أداءه مع عازف تار أذربيجاني المشهورصديق ميرزى أساد أغلو معروف باسم صديقجان.
بين 1901-1905 أدى في احتفالات الأغنية مع عازف تار أذربيجاني قوربان بيريموف في كنجه وقاراباغ.
كما عمل إسلام عبد أللاييف مدير المدرسة للموسيقى في بمدينة شوشا.
لعب دورا كبيرا في تعليم في التدريب المطربين مثل خان شوشينسكي، ياقوب ممادوف، صاحيب شكوروف. تم منح إسلام عبد أللاييف باسم تكريم الفنان في جمهورية أذربيجان الاشتراكية السوفيتية.
نحو نهاية الحياته إنتقل إلى آغدام ألذي درس فن المقام فيها.
توفي إسلام عبد أللاييف في باكو عام 1964.

## نشاته
إسلام عبد أللاييف معروف في تاريخ أذربيجان للموسيقى كعازف مقام سيكا وأنواعه.
على الأداء المذهل مقام سيكا وحصل إسلام عبد أللاييف على لقب سيكا إسلام.
كان إسلام عبد أللاييف معروفًا خارج أذربيجان أسضا.
في 1910-1915 تم تسجيل أدائه "مقام سيكا"، «بيتي شيراز»، «شحناس»، شوشتار«على قرص فونوغراف من قبل شريكات» سبورت-ريكورد«وإيكستافون».